# Live Magic
Albums de Queen
A Kind of Magic
(1986) The Miracle
(1989)
Live Magic est le deuxième album live de Queen, enregistré en Europe durant le Magic Tour en 1986.

## Historique
Cet album, sorti en décembre 1986, est le second live du groupe Queen après le double album Live Killers (1979). Son nom est inspiré du dernier album studio A Kind of Magic, sorti quelques mois plus tôt. Plus que le contenu de Live Magic en lui-même, ce qui est remarquable est la photo intérieure de la double pochette : elle montre l'hélicoptère peint aux couleurs de Queen, survolant la marée humaine de Knebworth qui attend en ce 9 août 1986 ses idoles. Ils seront 120 000 fans à applaudir dans un environnement bocager la bande de Freddie Mercury et seront aussi, sans le savoir, les derniers témoins du dernier concert du groupe.
Comme Live Killers, c'est une compilation et non l'enregistrement d'un concert en particulier. Il restitue, de ce fait, un aperçu de la grande tournée que fut le Magic Tour de l'été 1986, composé de dates exclusivement européennes. Trois concerts ont été choisis pour composer ce Live Magic : les deux concerts du Wembley Stadium de juillet 1986 (qui sortira en double album six ans plus tard sous le nom Live at Wembley '86, 2 x 72 000 spectateurs), celui du Nepstadion de Budapest (devant 80 000 spectateurs, ce fut la seule date de la carrière de Queen en Europe de l'Est) et enfin le dernier concert de la tournée, Knebworth en Angleterre (9 août, 120 000 spectateurs).Il fut sévèrement critiqué à sa sortie[réf. nécessaire] car c'est une compilation et certaines chansons ont été raccourcies, notamment Bohemian Rhapsody dont la section opéra a été enlevée. Aucun morceau ne sortit en 45 tours.

## Titres

### Face A
1. One Vision (Queen)
2. Tie Your Mother Down (May)
3. Seven Seas of Rhye (Mercury)
4. A Kind of Magic (Taylor)
5. Under Pressure (Queen & Bowie)
6. Another One Bites the Dust (Deacon)

### Face B
1. I Want to Break Free (Deacon)
2. Is This the World We Created...? (May/Mercury)
3. Bohemian Rhapsody (Mercury)
4. Hammer to Fall (May)
5. Radio Ga Ga (Taylor)
6. We Will Rock You (May)
7. Friends Will Be Friends (Mercury/Deacon)
8. We Are the Champions (Mercury)
9. God Save the Queen (trad. arr. May)

## Musiciens

### Queen
- Freddie Mercury - chant, piano
- Brian May - guitares, chœurs
- John Deacon - basse
- Roger Taylor - batterie, chœurs

### Musicien additionnel
- Spike Edney - guitare, synthétiseurs

## Classements
| Classement (1986-1987)        | Meilleure place |
| ----------------------------- | --------------- |
| Allemagne (Media Control AG)  | 15              |
| Autriche (Ö3 Austria Top 40)  | 13              |
| Royaume-Uni (UK Albums Chart) | 3               |